# Nodjialem Myaro
Nodjialem Myaro, född 5 september 1976 i N'Djamena, Tchad, är en tidigare fransk handbollsspelare. Hon vann silver vid VM 1999 och guld  2003. Sen 2013 är hon president för den franska damligan.

## Klubbkarriär
Myaro föddes i Tchad. 1978 flyttade hennes föräldrar till Toulouse  för att undkomma osäkerheten i Tchad. Hon spelade först för Toulouse Cheminot Marengo Sport. 1995 flyttade hon till den franska toppklubben Metz HB. Med Metz vann hon franska mästerskapet fem gånger 1996, 1997, 1999, 2000 och 2002 och franska cupen 1998 och 1999. 
Myaro spelade säsongen 2002/2003 i Danmark för Ikast-Bording EH. Året efter spelade hon för KIF Kolding. 2005 återvände hon till Frankrike och skrev på ett kontrakt med Handboll Le Havre AC. Med Le Havre vann hon franska cupen ett år senare. Sommaren 2006 anslöt Myaro till nyuppflyttade HB Plan-de-Cuques. En säsong senare skrev hon kontrakt med HBC Saint Pierre à la Réunion, där hon spelade till 2009.  Efter att ha fött barn säsongen 2009/2010 spelade Myaro för OGC Nice Côte d'Azur från hösten 2010, och hon avslutade sin karriär där 2013.

## Landslagskarriär
Myaro debuterade för det franska landslaget den 4 oktober 1996 mot Österrike. Året därpå vann hon guldmedaljen vid Medelhavsspelen i Bari. Hon deltog sedan i VM 1997, där Frankrike kom på tionde plats. Vid Världsmästerskapet i handboll för damer 1999  förlorade hon och Frankrike finalen efter två förlängningar med 24-25 till Norge. Hon blev mittnia i All Star Team vid VM 1999. 
Myaro var med i den franska OS-truppen för första gången vid OS i Sydney  2000. OS-turneringen slutade med en sjätteplats för Frankrike. Samma år 2000 slutade Frankrike på femte plats i EM.  Myaro vann åter guldmedaljen vid Medelhavsspelen 2001 i Tunis. Världsmästerskapet 2001, var mindre framgångsrikt och slutade med en femte plats. 
Myaro tog brons vid EM 2002. 2003 var hon med i det franska lag som vann VM. I finalen mot Ungern låg Frankrike med sju mål efter 53 minuter. Man bytte då försvarssystem och lyckades kvittera. I förlängningen vann de sedan matchen med 32-29. 2004 deltog hon med Frankrike vid OS. Frankrike förlorade bronsmatchen  mot Ukraina med 18-21. Efter OS 2004 avslutade hon sin landslagskarriär. Mellan 1996 och 2004 hade hon spelat 150 landskamper och gjort 499 mål för Frankrike.

## Ledarkarriär
Myaro valdes den 18 oktober 2013 till ligapresident för Ligue féminine de handball, den högsta franska ligan i damhandboll. Hon har sedan dess blivit omvald på posten. I det franska handbollsförbundet är hon vice president för damhandboll sedan november 2020.  Hon är också medlem i Europeiska handbollsförbundets exekutivkommitté.